# Ellipteroides (Progonomyia) catamarcensis
Ellipteroides (Progonomyia) catamarcensis is een tweevleugelige uit de familie steltmuggen (Limoniidae). De soort komt voor in het Neotropisch gebied.